# 風光る・亜紀子
『風光る・亜紀子』（かぜひかる・あきこ）は、テレビ朝日系列のナショナルゴールデン劇場（毎週木曜日21:00 - 21:54）の枠で、1979年（昭和54年）10月4日から同年12月27日まで放送されていたテレビドラマ。全13話。

## 概要
主人公・倉沢亜紀子は婦人雑誌「リップ」の新米記者で、フェンシングの活動にも熱中する現代っ子。仕事して自立を選ぶか、結婚を選ぶか心が揺れ動く年頃ながら、それでも女の幸せを求めて生きる亜紀子の青春を中心に描いた。
なお、後番組『頓珍館おやじ』からは複数社提供となって「ナショナル」が取れ『ゴールデン劇場』となったため、『ナショナルゴールデン劇場』としては本作が最後の作品である。
主役は松坂慶子に決まっていたが、松坂が神経性胃炎でダウンし、急遽、中野良子が代役でキャスティングされた。中野になったことで父親役で決まっていた木村功が降板した。中野は生意気な女優として業界では有名で、かつて共演したことのある木村が中野との共演を嫌がった。父親役は高松英郎に交代したが、木村と高松ではイメージも変わり、こちらも急遽脚本を書き直した。なお、中野は木村との共演を喜んでいたという。

## キャスト
- 倉沢亜紀子：中野良子
- 倉沢正男（父）：高松英郎
- 倉沢志津（母）：市原悦子
- 倉沢敏男（弟）：二戸義則
- 速水竜二：原田大二郎
- 速水たまき：宝生あやこ
- 益田亮三（亜紀子の義兄）：三上真一郎
- 吾郎：蟇目良
- 東海林剛（東日商事専務）：岡田英次
- 東海林和彦（剛の息子）：和田浩治
- 幸恵：石田ゆり
- 康子：高田敏子
- 益田由紀子：松尾嘉代 - 亜紀子の姉
- テレサ野田
- 石塚：鹿内孝 - イラストレーター
- 昌子（マダム）：ロミ・山田
- 「リップ」編集長：高橋昌也

## スタッフ
- 脚本：田波靖男、田口耕三
- 演出：田中利一、日下雄一
- 音楽：平尾昌晃
- 主題歌：「風光る」（歌：チェリッシュ　作詞：山上路夫　作曲：平尾昌晃）
- タイトル画：岩永泉
- プロデューサー：木村幹
- 制作著作：テレビ朝日

## サブタイトル
| 各話   | 放送日         | サブタイトル           | 脚本     | 演出               |
| ------ | -------------- | ---------------------- | -------- | ------------------ |
| 第1話  | 1979年10月4日  | 青春真っ盛り           | 田波靖男 | 田中利一           |
| 第2話  | 1979年10月11日 | 恋? 仕事? フェンシング | 田波靖男 | 田中利一           |
| 第3話  | 1979年10月18日 | 女は仕事で勝負!        | 田波靖男 | 田中利一           |
| 第4話  | 1979年10月25日 | 浮気か本気か大人の恋か | 田波靖男 | 田中利一           |
| 第5話  | 1979年11月1日  | 男が職場を去る日       | 田波靖男 | 田中利一           |
| 第6話  | 1979年11月8日  | 初めてのデート         | 田波靖男 | 田中利一           |
| 第7話  | 1979年11月15日 | ママと呼ばないで       | 田口耕三 | 田中利一           |
| 第8話  | 1979年11月22日 | 天中殺お見合い事       | 田口耕三 | 田中利一           |
| 第9話  | 1979年11月29日 | 涙の子連れ剣士         | 田口耕三 | 日下雄一、田中利一 |
| 第10話 | 1979年12月6日  | その愛百億円           | 田口耕三 | 田中利一           |
| 第11話 | 1979年12月13日 | 紳士の影に女あり       | 田波靖男 | 田中利一           |
| 第12話 | 1979年12月20日 | 恋のゆくえ?            | 田波靖男 | 田中利一           |
| 最終話 | 1979年12月27日 | 恋愛決勝戦!            | 田波靖男 | 田中利一           |